# Введенский (Воронежская область)
Введенский — посёлок в Таловском районе Воронежской области.
Входит в состав Новочигольского сельского поселения.

## Население
| 2010 |
| ---- |
| 14   |